# Christopher Hornsrud

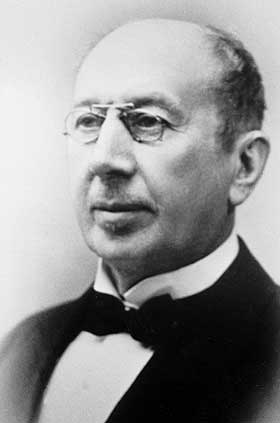
Christopher Hornsrud.

Christopher Hornsrud, född 15 november 1859 i Skotselv i Øvre Eiker i Buskerud, död 12 december 1960 i Oslo, var en norsk politiker, medlem av Arbeiderpartiet. 
Hornsrud ägnade sig först åt handelsyrket men blev 1891 lantbrukare och var från 1926 direktör i Hypoteksbanken. Han var en av socialdemokraternas ledare, och var 1903-06 ordförande i Det norske arbeiderparti, tillhörde Socialdemokratens redaktion från 1905 och var från 1912 medlem av Stortinget, och från 1928 tillhörde han dess presidium. 
Hornsrud var Norges statsminister mellan 28 januari och 15 februari 1928 och därmed detta lands förste socialdemokratiske statsminister. Med sina 101 år är han också Norges hittills äldste statsminister någonsin. Trots att han saknade klar majoritet i Stortinget, framlade Hornsrud ett klart socialistiskt regeringsprogram, vilket bland annat ledde till ökning av den redan pågående kapitalflykten från Norge. Regeringen störtades efter mindre än en månad av stortinget.